# Robert Hermann
Robert Hermann (Berna, Suïssa, 1869 - 1912) fou un compositor suís.
A Ginebra estudià medicina ensems que aprenia el piano, component ja algunes obres menors, que van merèixer ser jutjades favorablement, per Edvard Grieg. Llavors es traslladà a Berlín (1893), i rebé algunes lliçons de Humperdinck, però se'l pot considerar autodidacte.
El 1895 fixà la seva residència a Leipzig. Va escriure un gran nombre de composicions per a piano, música de cambra, dues simfonies i 12 kleinelieder per a mezzosopranos.